# پی‌تی‌سی تراپیوتیکس
پی‌تی‌سی تراپیوتیکس (انگلیسی: PTC Therapeutics) شرکت داروسازی آمریکایی است، که در سال ۲۰۰۰ تأسیس شد.